# Afwasborstel

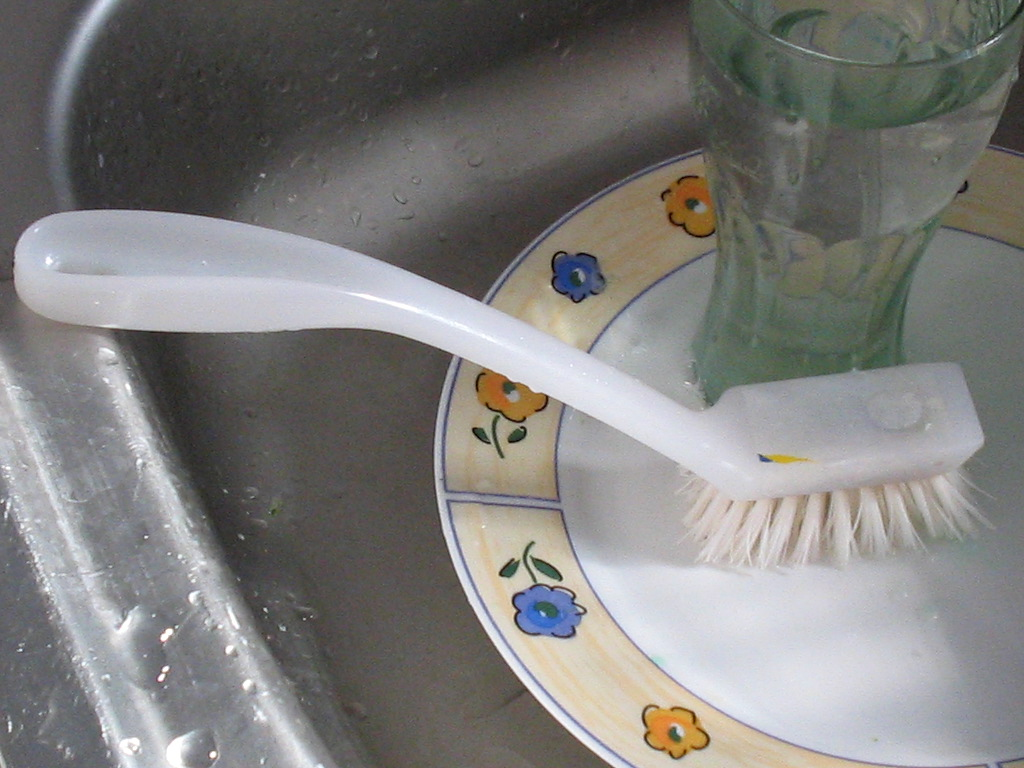
Kunststof afwasborstel in de gootsteen

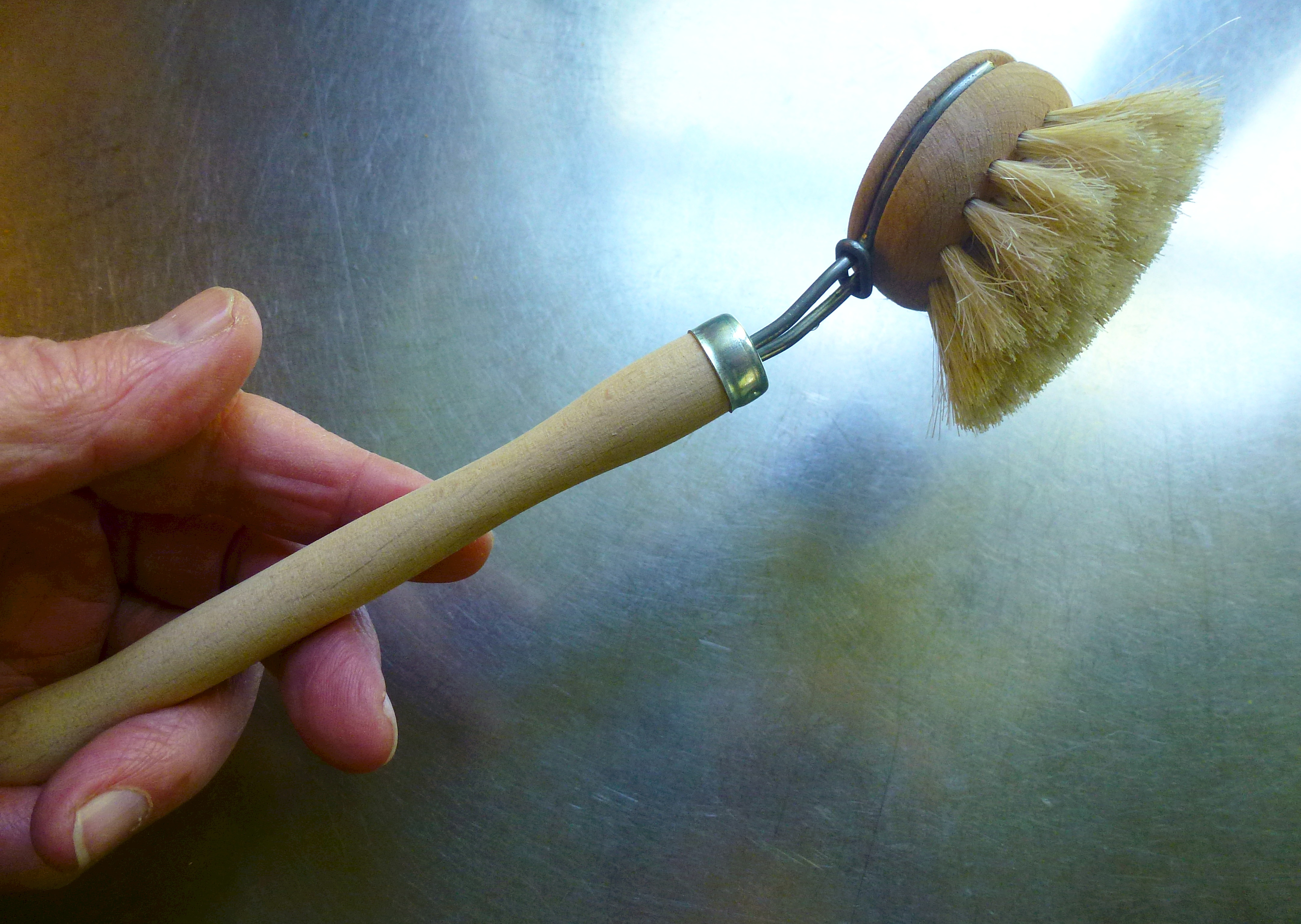
Houten afwasborstel

Een afwasborstel, vaatkwast of vatenkwast is een hulpmiddel bij de handafwas. Vuil vaatwerk wordt meestal stuk voor stuk in een warm sopje gedaan, dat met een beetje afwasmiddel is aangemaakt. Met de borstel kunnen etensresten ook op moeilijk bereikbare plekken worden verwijderd. Door middel van borstelen worden vuilresten verwijderd van pannen, bestek of serviesgoed.
De ouderwetse afwasborstel zag er wat anders uit, die was van hout en had aan het uiteinde slierten textiel gemonteerd waarmee de afwas werd gedaan.   
In andere landen is een afwasborstel niet zo vanzelfsprekend als in Nederland, België en Scandinavië. Soms wordt een doek of spons gebruikt om de vaat mee schoon te maken.